# TT222
Das Grab TT222 (Theban Tomb – Thebanisches Grab Nummer 222) befindet sich in Theben-West bei dem modernen Ort Luxor in Ägypten in dem Nekropolenteil, der heute Qurnet Murrai genannt wird. Die Grabanlage gehört dem Hohepriester des Month in Theben Hekamaatrenacht, auch Turo genannt, der unter Ramses III. und Ramses IV. lebte und amtierte.
Die Grabkapelle hat den typischen Plan einer in den Fels gehauenen thebanischen Grabkapelle des Neuen Reiches. Im Südosten befindet sich der Eingang, von dem man in eine breite Querhalle gelangt. Daran schließt sich ein längliche Kapelle an. Von dort gelangt man auch in die unterirdische, auch in den Fels gehauene Grabkammer.
Das Grab ist erst kürzlich untersucht worden, aber noch nicht publiziert. Nur Nina de Garis Davies zeichnete und publizierte eine Szene aus der Grabkapelle. Diese Szene zeigt Begräbnisfeierlichkeiten, die auf einer Insel stattfinden. Im Zentrum der Darstellung sieht man zwei Mumien, Rücken an Rücken, davor jeweils Opfergaben und Personen, die Riten an den Mumien vollziehen. Auf der linken Seite ist es sein Sohn, der erste Priester des Month, Herr von Theben, Panebmonth. Am Ufer der rechteckig gemalten Insel sieht man Pflanzen und in dem Wasser um die Insel herum sind zwei Boote, Wasserpflanzen und Fische dargestellt.
Andere Szenen im Grab, die bisher nur in Beschreibungen vorliegen, zeigen Ramses III. und Würdenträger, die ihm die Aufwartung machen. Es findet sich die Darstellung eines weiteren Königs, dessen Name nicht erhalten ist. Eine Szene zeigt den Grabbesitzer vor Ptah.
Nina de Garis Davies vermutete, dass das Grab ursprünglich in der 18. Dynastie angelegt wurde und verschiedene Szenen später übermalt wurden.